# لوران پیون
لوران پیون (فرانسوی: Laurent Pillon‎؛ زادهٔ ۳۱ مارس ۱۹۶۴ ‏(۶۰ سال)) دوچرخه‌سوار اهل فرانسه است.